# Texas Hold 'Em (Beyoncé)
"Texas Hold 'Em" (gestileerd in bovenkast) is een nummer van de Amerikaanse zangeres Beyoncé van haar achtste studioalbum, Cowboy Carter. Het is naast "16 Carriages" de eerste single die uitkwam van het album. "Texas Hold 'Em", vernoemd naar de pokerspelvariant, is een uptempo countrypop-, western- en soulnummer met elementen van folk. Het is geschreven door Beyoncé, Elizabeth Lowell Boland, Megan Bülow, Brian Bates, Nathan Ferraro en Raphael Saadiq. 
"Texas Hold 'Em" is een commercieel succes. In de Verenigde Staten stond het bovenaan de Billboard Hot 100 en werd het Beyoncé's negende solo nummer één single. Bovendien debuteerde het nummer bovenaan de Hot Country Songs- hitlijst, waarmee Beyoncé de eerste gekleurde vrouw werd met een nummer één countrynummer in de geschiedenis van Billboard. Buiten de Verenigde Staten voerde de single de hitlijsten aan in België, Canada, Kroatië, IJsland, Ierland, Israël, Nederland, Nieuw-Zeeland en het Verenigd Koninkrijk.

## Hitlijsten

### Ultratop 50 Vlaanderen
| Hitnotering: 24/02/2024 - 03-08-2024 | Hitnotering: 24/02/2024 - 03-08-2024 | Hitnotering: 24/02/2024 - 03-08-2024 | Hitnotering: 24/02/2024 - 03-08-2024 | Hitnotering: 24/02/2024 - 03-08-2024 | Hitnotering: 24/02/2024 - 03-08-2024 | Hitnotering: 24/02/2024 - 03-08-2024 | Hitnotering: 24/02/2024 - 03-08-2024 | Hitnotering: 24/02/2024 - 03-08-2024 | Hitnotering: 24/02/2024 - 03-08-2024 | Hitnotering: 24/02/2024 - 03-08-2024 | Hitnotering: 24/02/2024 - 03-08-2024 | Hitnotering: 24/02/2024 - 03-08-2024 | Hitnotering: 24/02/2024 - 03-08-2024 | Hitnotering: 24/02/2024 - 03-08-2024 | Hitnotering: 24/02/2024 - 03-08-2024 | Hitnotering: 24/02/2024 - 03-08-2024 | Hitnotering: 24/02/2024 - 03-08-2024 | Hitnotering: 24/02/2024 - 03-08-2024 |
| Week:                                | 1                                    | 2                                    | 3                                    | 4                                    | 5                                    | 6                                    | 7                                    | 8                                    | 9                                    | 10                                   | 11                                   | 12                                   | 13                                   | 14                                   | 15                                   | 16                                   | 17                                   | 18                                   |
| ------------------------------------ | ------------------------------------ | ------------------------------------ | ------------------------------------ | ------------------------------------ | ------------------------------------ | ------------------------------------ | ------------------------------------ | ------------------------------------ | ------------------------------------ | ------------------------------------ | ------------------------------------ | ------------------------------------ | ------------------------------------ | ------------------------------------ | ------------------------------------ | ------------------------------------ | ------------------------------------ | ------------------------------------ |
| Positie:                             | 11                                   | 3                                    | 2                                    | 3                                    | 2                                    | 2                                    | 1                                    | 1                                    | 1                                    | 2                                    | 4                                    | 6                                    | 10                                   | 10                                   | 12                                   | 16                                   | 29                                   | 21                                   |
| Week:                                | 19                                   | 20                                   | 21                                   | 22                                   | 23                                   |                                      |                                      |                                      |                                      |                                      |                                      |                                      |                                      |                                      |                                      |                                      |                                      |                                      |
| Positie:                             | 27                                   | 27                                   | 23                                   | 30                                   | 36                                   | uit                                  |                                      |                                      |                                      |                                      |                                      |                                      |                                      |                                      |                                      |                                      |                                      |                                      |